# Vampyressa villai
Vampyressa villai és una espècie de ratpenat de la família dels fil·lostòmids. És endèmic del sud-oest de Mèxic, on viu a altituds d'entre 150 i 2.200 msnm (sobretot a la part inferior d'aquest interval). Es tracta d'un ratpenat menut (pesa uns 8 g) de pelatge multicolor i orelles parcialment grogues. Es nodreix de fruita. Fou anomenat en honor del mastòleg mexicà Bernardo Villa Ramírez. Com que fou descobert fa poc, encara no se n'ha avaluat l'estat de conservació.